# Zdeněk Rejdák
Zdeněk Rejdák (7. listopadu 1934 – 24. prosince 2004) byl český vědec, zakladatel psychotroniky. V roce 1967 zavedl název psychotronika na místo názvu parapsychologie užívaného ve světě, aby se vyhnul jejím negativním konotacím. V roce 1973 zorganizoval první mezinárodní konferenci psychotroniků, kde psychotroniku definoval jako interdisciplinární obor studující jednak interakce mezi živými organismy a jejich vnitřním i vnějším prostředím a jednak energetické procesy za těmito interakcemi. Psychotronika zkoumá jevy jako telepatie, psychokineze a telegnoze (jasnovidnost), jejichž existenci považuje za prokázanou. Téhož roku založil Mezinárodní sdružení pro výzkum psychotroniky (International Association for Psychotronic Research – IAPR) a byl zvolen jeho prezidentem. Byl významně ovlivněn prací zakladatele české parapsychologie Břetislava Kafky.
Jeho vědecká kariéra počala v roce 1967, kdy se stal členem „Koordinační skupiny pro výzkum otázek psychotroniky“. Znal se s Františkem Kahudou, pod jehož vedením od roku 1973 pracoval v Psychoenergetické laboratoři na VŠCHT v Praze. Od téhož roku pracoval i v laboratoři psychotroniky při UK Praha na fakultě všeobecného lékařství u Jaroslava Stuchlíka. V roce 1980 se stal vedoucím výzkumného pracoviště pro psychotronický výzkum a juvenologii při VŠCHT. Činnost jeho pracoviště byla ukončena v roce 1992, kdy založil občanské sdružení „Společnost pro psychotroniku a juvenologii“ a to pokračovalo v propagaci a výzkumu psychotroniky na území bývalého Československa. Společnost dosud nezanikla, ale její aktivity skončily v roce 2004.
Rejdák od roku 1963 dlouhodobě spolupracoval s StB, a to pod krycími jmény Homér, Kouzelník a Ráž.
Rejdákovi byl v roce 1999 Českým klubem skeptiků Sisyfos udělen historicky první zlatý Bludný balvan v kategorii jednotlivců a to za „mimořádné zásluhy v oboru experimentální telepatie jogurtu a za celoživotní psychotronické dílo“. Rejdák se ceny vzdal ve prospěch Jiřího Grygara.

## Dílo
- Rejdák, Zdeněk a kolektiv: Telepatie a jasnovidnost. Svoboda, Praha 1970
- Rejdák, Zdeněk + Drbal, Karel: Perspektivy telepatie. Melantrich, Praha 1970
- Rejdák, Zdeněk: Guite to Psychotronigue. Carrllton 1988
- Rejdák, Zdeněk: Průvodce po psychotronice. Gemma 89, Praha 1991
- Rejdák, Zdeněk: Páter František Ferda. Eminent, 1. vydání, Praha 1994, ISBN 80-900302-4-6
- Rejdák, Zdeněk + Drbal, Karel: Perspektivy telepatie. Eminent, Praha 1995 (rozšířené vydání z r. 1970)